# Idzi Panic

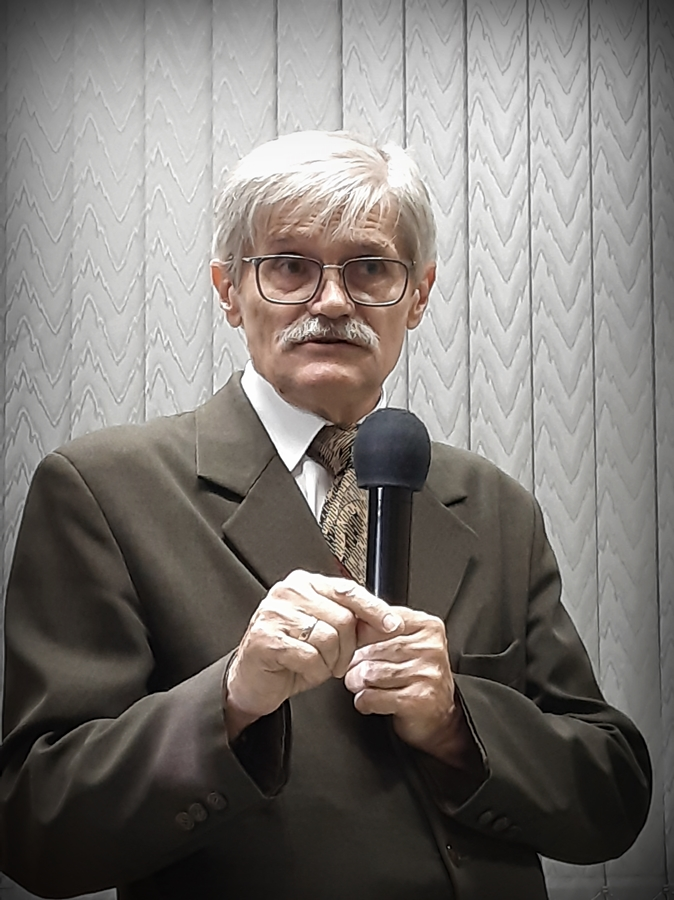
Idzi Panic (2019)

Idzi Jan Panic (* 1952 in Wodzisław Śląski) ist ein polnischer Historiker und Professor an der Schlesischen Universität Katowice, der sich auf die Geschichte der historischen Landschaften  Teschener Schlesien und Oberschlesien sowie auf die des mittelalterlichen Polen spezialisiert hat.
Er schloss sein Studium an der Schlesischen Universität Katowice im Jahr 1976 ab und promovierte im Jahr 1980. 1999 wurde er zum Professor ernannt. In den Jahren 1979–1990 war er Geschichtslehrer an einem Lyzeum in Teschen und forschte zur Regionalgeschichte.

## Werke
- Księstwo Cieszyńskie w średniowieczu. Studia z dziejów politycznych i społecznych (1988)
- Historia osadnictwa w księstwie opolskim we wczesnym średniowieczu (1992)
- Początki Węgier. Polityczne aspekty formowania się państwa i społeczeństwa węgierskiego w końcu IX i w pierwszej połowie X wieku (1995)
- Książę cieszyński Przemysław Noszak (* ok. 1332/1336 – + 1410) (1996) – politische Biographie
- Ostatnie lata Wielkich Moraw (2000)
- Poczet Piastów i Piastówien cieszyńskich (2002)
- Samorządowość i elity władzy w Cieszynie na przestrzeni dziejów (2002) – Hrsg.
- Żory w czasach Przemyślidów i Habsburgów. Z badań nad historią miasta w latach 1327–1742 (2002)
- Dzieje Górek Wielkich i Małych (2005)
- Studia z dziejów Skoczowa w czasach piastowskich (2005)
- Zachodniosłowiańska nazwa "Niemcy" w świetle źródeł średniowiecznych (2007)
- Dzieje Cieszyna od pradziejów do czasów współczesnych (2010) – Hrsg.
- Śląsk Cieszyński w początkach czasów nowożytnych (1528–1653) (2011).
- Tajemnica Całunu (2010)
- Jak my ongiś godali: język mieszkańców Górnego Śląska od średniowiecza do połowy XIX wieku (2015)
- Język mieszkańców Śląska Cieszyńskiego od średniowiecza do połowy XIX wieku/Die Sprache der Einwohner vom Teschener Schlesien vom Mittelalter bis zur Mitte des 19. Jahrhunderts/Jazyk obyvatel Těšínsého Slezska od středoveku do poloviny XIX. století (2016)
- Cieszyn 1223–2023 w osiemsetlecie uzyskania praw miejskich :Uwagi na temat czasu i okoliczności lokacji miasta (2023)